# Nossa Senhora da Luz (São Vicente)
Nossa Senhora da Luz es una freguesia caboverdiana del municipio de São Vicente.

## Geografía
La freguesia abarca la totalidad de la isla de São Vicente.

## Organización territorial
La freguesia contaba en 2021 con 74016 habitantes distribuidos en las entidades de población de:

### Ciudad
- Mindelo

### Localidades
- Baía das Gatas
- Lameirão
- Monte Verde
- Norte da Baía
- Ribeira da Vinha
- Ribeira de Calhau
- Ribeira Julião
- Salamansa
- São Pedro

## Barrio
- Lazareto (Parque Industrial do Lazareto)